# 長耀寺
長耀寺（ちょうようじ）は、東京都港区にある日蓮宗の寺院。

## 歴史
1650年（慶安3年）、本雄院日瑞によって開山された。
明治の廃仏毀釈のあおりを受け、一時は廃寺状態にあったが、第32世住職大牙院日豊の加持祈祷の能力により、「麻布鬼子母神」として評判を集め、再興された。
1945年（昭和20年）の空襲で堂宇は灰燼に帰した。ただ日朗作の祖師（日蓮）像は何とか守り抜くことができた。碑文谷法華寺（現・天台宗円融寺）にあったものという。

## 墓所
以下の人物が葬られている。
- 竹村悔斎（儒者） - 1820年（文政3年）没
- 水島卜也（有職家） - 1697年（元禄10年）没

## 交通アクセス
- 六本木駅より徒歩4分。